# Fernand Cortez

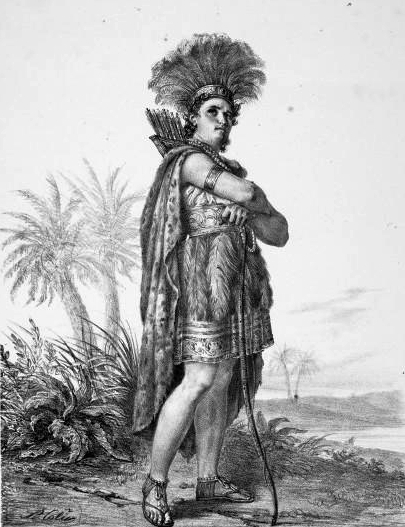
Henri-Bernard Dabadie in Spontinis Fernand Cortez

Fernand Cortez, ou La conquête du Mexique (Fernand Cortez oder Die Eroberung von Mexiko) ist eine Oper in drei Akten von Gaspare Spontini. Sie wurde am 28. November 1809 an der Académie Royale de Musique uraufgeführt und für die Pariser Aufführung 1817 grundlegend umgearbeitet.

## Entstehungsgeschichte und Hintergründe
Die Oper war ursprünglich als politische Propaganda dazu bestimmt, Napoleons Invasion der iberischen Halbinsel im Jahr 1808 zu unterstützen. Die Figur des Cortez steht hier für Napoleon, während die blutrünstigen aztekischen Priester die spanische Inquisition darstellen sollen. Der Kaiser selbst soll Spontini das Thema der Oper vorgeschlagen haben, und die Uraufführung fand in seiner Gegenwart statt. Mit den zunehmenden Schwierigkeiten der Französischen Armee, Spanien und Portugal zu halten, büßte das Stück seine Popularität rasch ein.
Die Premiere 1809 wurde für ihre spektakulären Bühneneffekte berühmt, darunter die Präsentation von 17 lebenden Pferden. Es sangen Étienne Lainez (Cortez), François Lays (Télasco), Laforêt (Alvaro), Henri Étienne Dérivis (Grand prêtre), Jean-Honoré Bertin (Moralèz) und Caroline Branchu (Amazily). Kritiker beschwerten sich über die abenteuerliche Harmonik und die Lautstärke der Musik. Der Aufwand der Inszenierung, der extensive Einsatz von Balletten und die Behandlung eines historischen Subjekts machen Spontinis Werk zum Vorläufer der französischen Grand opéra. Der Cortez wurde u. a. von Hector Berlioz sehr bewundert.
Für eine Wiederaufführung in Paris am 28. Mai 1817 erarbeitete Spontini eine erste umfassende Revision der Oper. Zwei weitere grundlegende Revisionen wurden in den Jahren 1824 und 1832 für Aufführungen in Berlin unternommen.
Im 19. Jahrhundert wurde Cortez in Europa sehr viel gespielt. 1951 wurde in Neapel eine Aufführung (Amazily: Renata Tebaldi) auf Tonträgern aufgezeichnet. Weitere szenische und konzertante Aufführungen gab es von den 1970er Jahren an immer wieder. Seit 1998 existiert eine kritische Edition des Dirigenten Jean-Paul Penin, die von ihm auch auf CD eingespielt und in mehreren konzertanten und szenischen Aufführungen (u. a. am Theater Erfurt 2006) musikalisch einstudiert und geleitet wurde. Die Erstfassung wurde erst wieder 2019 in Florenz gespielt.

## Handlung (Fassung 1809)
Die Oper geht auf die historische Begebenheit der spanischen Invasion unter Hernán Cortés bei den Azteken in Mexiko zurück.
Erster Akt
Zu Beginn der Oper überredet Cortez seine meuternden Truppen, sich nicht auf den Heimweg zu begeben: Sein Bruder Alvaro ist Gefangener der Azteken; außerdem ist Cortez der aztekischen Prinzessin Amazily in Liebe verbunden. Amazilys Bruder Telasco erscheint und fordert, dass die Spanier Mexiko verlassen sollen. Cortez lässt daraufhin Feuer auf seinen eigenen Schiffen anlegen, um eine Rückkehr auszuschließen.
Zweiter Akt
Die Spanier mit Telasco als Gefangenem rücken in Richtung des aztekischen Tempels vor. Es gelingt ihnen, Alvaro zu befreien. Telasco beschuldigt seine Schwester Amazily des Verrats und die Azteken drohen, sie zu enthaupten, falls die Spanier Alvaro nicht zurückgeben. Amazily beschließt, sich zu opfern, um den Bruder ihres Geliebten zu retten, und liefert sich den Azteken aus. Cortez befiehlt seinen Leuten, den Tempel anzugreifen.
Dritter Akt
Im Tempel bereiten die Priester das Opfer vor, als Alvaro und Amazily ankommen. Ein Orakel der Gottheit verkündet, dass das Blut der Feinde fließen soll. Nun kommt die Nachricht, dass der aztekische Herrscher Montezuma von den Spaniern gefangen gesetzt wurde. Der Hohepriester entscheidet, mit der Opferung von Amazily fortzufahren. Die Spanier kommen gerade rechtzeitig, um sie zu retten. Amazily und Cortez können nun heiraten.

## Handlung  (Fassung 1817)
Erster Akt
Drei gefangene Spanier befinden sich in der Hand der Mexikaner, ihnen droht der Tod. König Montezuma aber will Alvar, den Bruder des Cortez, lieber als Geisel behalten. Die mexikanische Prinzessin Amazily tritt für den Frieden und auch für Cortez, den Anführer der Spanier ein, mit dem sie ein Liebesverhältnis eingegangen ist. Sie wird jedoch zu den Spaniern gesandt, um ihnen mitzuteilen wie es um Alvar steht.
Zweiter Akt
Telasko erscheint als Bote der Mexikaner bei Cortez und bietet an, Alvar freizugeben, wenn sich die Spanier zurückziehen. Diese nehmen nun aber ihrerseits Telasko als Geisel. Obwohl nun ein Austausch der Geiseln stattfinden soll, fordert das mexikanische Volk die Opferung von Alvar. Cortez zögert nun nicht mehr, die Hauptstadt der Mexikaner anzugreifen. Deren König lässt nun aber seine Hauptstadt selbst in Brand setzen, damit sie nicht in die Hände der Feinde fallen kann.
Dritter Akt
Cortez gelingt es, die Flammen zu löschen, und auf Bitten von Amazily lässt er auch deren Bruder Telasco und Vater Montezuma frei. Damit ist Mexiko erobert und die zum Christentum übergetretene Amazily reicht Cortez ihre Hand.

## Aufnahmen
- Orchester und Chor des Teatro San Carlo di Napoli unter der Leitung von Gabriele Santini, Gino Penno (Fernand Cortez), Renata Tebaldi (Amazily), Aldo Protti (Télasco), Italo Tajo (Montézuma), Piero De Palma (Alvaro), Afro Poli (Moralèz), Antonio Cassinelli (Hohepriester), Augosto Romani, Gerardo Gaudioso (zwei spanische Gefangene), Gianni Avolanti (Seemann), Luigi Paolillo (mexikanischer Offizier). Live-Aufnahme Neapel, 15. Dezember 1951

- Orchester und Chor der RAI Turin  unter der Leitung von Lovro von Matačić, Bruno Prevedi (Fernand Cortez), Angeles Gulin (Amazily), Antonio Blancas Laplaza (Télasco), Ivan Stefanov (Montézuma), Aldo Bottion (Alvaro), Carlo Del Bosco (Moralèz), Luigi Roni (Hohepriester), Marco Vinicio Corda, Ubaldo Corsi (zwei spanische Gefangene), Nereo Ceron (Seemann), Guido Fabbris (ein mexikanischer Offizier). Live-Aufnahme Turin, 11. Januar 1974

- Orchester und Chor des Maggio Musicale Fiorentino unter der Leitung von Jean-Luc Tingaud, Dario Schmunck (Fernand Cortez), Alexia Voulgaridou (Amazily), Luca Lombardo (Télasco), Lisandro Guinis (ein spanischer Offizier), David Ferri Durà (Alvaro), Gianluca Margheri (Moralèz), André Courville (Hohepriester), Davide Ciarrocchi, Nicolò Ayroldi (zwei spanische Gefangene), Davide Siega (Seemann), Leonardo Melani (ein mexikanischer Offizier). Live-Aufnahme Florenz, 16./20. Oktober 2019, Dynamic